# Malonogometni kup Nogometnog saveza Požeško-slavonske županije
Malonogometni kup Nogometnog saveza Požeško-slavonske županije je natjecanje u kojem sudjeluju klubovi s područja Požeško - slavonske županije, a organizira ga Nogometni savez požeško - slavonske županije. Pobjednik Županijskog kupa ostvaruje pravo sudjelovanja u natjjecanju Hrvatskog malonogometnog kupa za regiju Istok.

## Dosadašnje završnice
| sezona    | pobjednik              | rezultat završnice | poraženi           | napomene        |
| --------- | ---------------------- | ------------------ | ------------------ | --------------- |
| 2001./02. |                        |                    |                    |                 |
| 2002./03. | MNK Bijela Kuća Požega |                    |                    |                 |
| 2003./04. | MNK Bijela Kuća Požega |                    |                    |                 |
| 2004./05. |                        |                    |                    |                 |
| 2005./06. | MNK Bijela Kuća Požega |                    |                    |                 |
| 2006./07. |                        |                    |                    |                 |
| 2007./08. |                        |                    |                    |                 |
| 2008./09. |                        |                    |                    |                 |
| 2009./10. | Žir Češljakovci        |                    | Lexoes Požega      | igrano u Požegi |
| 2010./11. | Bubamara Požega        |                    | Lexoes Požega      | igrano u Požegi |
| 2011./12. | Lexoes Požega          | 4:3                | Botafogo Jaguplije | igrano u Požegi |
| 2012./13. | Alabama Požega         |                    | Lexoes Požega      | igrano u Požegi |
| 2013./14. | Caffe bar Jack Požega  | 2:0                | Papuk Velika       | igrano u Požegi |
| 2014./15. | Internacional Kutjevo  | 4:2                | Pleternica         | igrano u Požegi |
| 2015./16. | Alabama Brestovac      | 4:0                | Birtijca Šumanovci | igrano u Požegi |
| 2016./17. | Jakšić                 | 2:2 (6:4 penali)   | Plamen Požega      | igrano u Požegi |
| 2017./18. | Jakšić                 | 7:4                | Color emajl Požega | igrano u Požegi |
| 2018./19. | Jakšić                 | 5:2                | Birtijca Šumanovci | igrano u Požegi |

## Poveznice
- Nogometni savez Požeško-slavonske županije  Arhivirana inačica izvorne stranice od 11. listopada 2016. (Wayback Machine)
- Hrvatski malonogometni kup
- Hrvatski malonogometni superkup
- 1. ŽMNL Požeško-slavonska